# Гашау Асфау
Гашау Асфау Мелесе — эфиопский легкоатлет, бегун на длинные дистанции. Выступал на Олимпийских играх 2008 года, где занял 7-е место в марафоне.

## Достижения
- 2003: 2-е место на Дубайском марафоне — 2:10.40
- 2003: 9-е место на Римском марафоне — 2:13.53
- 2004: 1-е место на Дубайском марафоне — 2:12.49
- 2004: 4-е место на Парижском марафоне — 2:10.36
- 2004: 8-е место на Берлинском марафоне — 2:09.47
- 2005: 3-е место на Мумбайском марафоне — 2:13.59
- 2005: 3-е место на Парижском марафоне — 2:09.25
- 2005: 2-е место на Сеульском марафоне — 2:09.31
- 2006: 5-е место на Мумбайском марафоне — 2:14.19
- 2006: 1-е место на Парижском марафоне — 2:08.03
- 2007: 2-е место на Мумбайском марафоне — 2:12.33
- 2007: 2-е место на Парижском марафоне — 2:09.53
- 2008: 9-е место на Дубайском марафоне — 2:12.03
- 2008: 4-е место на Бостонском марафоне — 2:10.47
- 2009: 4-е место на Дубайском марафоне — 2:10.59
- 2009: 6-е место на Бостонском марафоне — 2:10.44
- 2009: 3-е место на марафоне Торонто - 2:09.22
- 2010: 6-е место на Бостонском марафоне — 2:10.53
- 2010: 5-е место на марафоне Торонто - 2:08.55
- 2012: 9-е место на марафоне Тэгу — 2:11.51